# What's with Andy?
What's with Andy? (conocida como Las locuras de Andy en Latinoamérica y ¿Qué pasa con Andy? en España) es una serie animada canadiense-estadounidense-francesa emitida del 22 de septiembre de 2001 al 4 de marzo de 2007 por Teletoon. La serie fue producida por CinéGroupe y fue animado por Boulder Media, basada en una serie de libros escritos por Andy Griffiths.

## Sinopsis
La serie relata la vida de Andy Larkin, un adolescente quien se proclama "El mejor bromista del mundo", por las elaboradas bromas y travesuras que realiza, él vive en la ciudad ficticia de East Gackle.
El mejor amigo de Andy, Danny Pickett, le ayuda con casi todas las bromas. Sus enemigos incluyen a su hermana mayor, Jen Larkin, y los matones Peter Lik y Andrew Leech. Andy está enamorado de una chica llamada Lori Mackney y siempre trata de impresionarla.

## Emisiones internacionales
What's with Andy se estrenó en Latinoamérica por Fox Kids su primera y segunda temporada. Tiempo después de su cambio a Jetix, se siguió emitiendo hasta el 2006. Nunca llegó a estrenarse su tercera temporada.
En España, la serie se estrenó por Fox Kids y continuó en Jetix. Además, se emitió en abierto por Neox.
En el resto de Europa, la serie igualmente se estrenó por Fox Kids. A partir de marzo de 2004, formó parte del entonces bloque de programación Jetix dentro del canal con el estreno de episodios inéditos exclusivamente en esa sección. La serie siguió emitiéndose después del cambio a Jetix con el estreno de su tercera temporada. En Europa Central y Oriental, Rusia y Turquía, es considerada una de las series más populares del canal.
Por televisión abierta, el canal se emitió por Super RTL en Alemania, en Austria por ORF 1 y en Francia por TF1.

## Diferencias con los libros
- En los libros el apellido de Andy es el mismo que el de su autor, Griffiths.
- En la serie, la chica de la que está enamorado Andy se llama Lori Mackney, mientras en los libros se llama Lisa Mackney.
- La mayoría de los episodios de la serie no están basados en las historias de los libros.